# Taras Stećkiw
Taras Stepanowycz Stećkiw, ukr. Тарас Степанович Стецьків (ur. 7 czerwca 1964 we Lwowie) – ukraiński polityk, z wykształcenia historyk, deputowany kilku kadencji.

## Życiorys
Ukończył w 1986 studia na Uniwersytecie Iwana Franki. W latach 1990–2005 przez cztery kadencje sprawował mandat posła do Rady Najwyższej. Należał m.in. do Partii Ludowo-Demokratycznej, następnie był liderem ugrupowania Reformy i Porządek.
W trakcie pomarańczowej rewolucji pełnił funkcję komendanta nadzorującego blokadę budynków administracji prezydenta Łeonida Kuczmy w Kijowie. W okresie od lutego do września 2005 był prezesem ukraińskiej telewizji publicznej NTU.
W 2006 nie dostał się do parlamentu, kandydując z listy bloku PRP-Pora. W tym samym roku objął funkcję doradcy Wiktora Juszczenki. W 2007 odszedł z partii i zasilił szeregi Ludowej Samoobrony Jurija Łucenki. W przedterminowych wyborach ponownie został deputowanym z ramienia NU-NS. W 2012 nie uzyskał reelekcji.